# 罗纳德·桑德森
罗纳德·桑德森（英語：Ronald Sanderson，1876年12月11日—1918年4月17日），英国男子赛艇运动员。他曾代表英国参加1908年夏季奥林匹克运动会赛艇比赛，获得男子八人单桨有舵手金牌。